# Крајпуташи у Кушићима

Крајпуташи у Кушићима налазе се на улазу у Кушиће (Општина Ивањица), изнад пута који повезује Ивањицу и Сјеницу. Шест крајпуташа првобитно се налазило у центру насеља, изнад чесме, одакле су 1977. године пренети на садашње место, где је некада било сеоско гробље. Споменици су подигнути у помен војницима страдалим у Првом светском и Јаворском рату.
Од шест споменика, премерених, преписаних и публикованих 1995. године у целовитом стању преостала су само три.

## Епитафи

### Крајпуташ Николи и Обраду Павловићу из Кушића
Споменик од пешчара димензија 116х79х20 cm. На предњој страни приказан је лик младог војника, а на полеђини и бочној страни уклесан текст епитафа.
Осим наслага жутог лишаја, споменик је релативно добро очуван. 
Натпис гласи: 
Спомен НИКОЛЕ ПАВЛОВИЋА из Кушића
кои је часно и поштено поживијо 59. г.
а умро 30-ог новембра 1915. год.
Бог да му душу прости и сина му
ОБРАДА као војника II чете I батаљона 1-ог пука
кои је као борац погинуо у 1916. год.
у 27. години свог живота.
Овај спомен подиже мужу и сину Петра и сна свекру
и свом мужу Милорада и унук — син Милосав.

### Крајпуташ Михаилу Петронијевићу и Мијаилу и Душану Бошковићу
Омањи споменик у облику стуба од сивог пешчара, димензија 105х33х20 cm.
Преломљен и видно оштећен у горњем делу.
Споменик је подигла неутешна мајка тројици својих синова. Епитаф гласи:
Да би се створила наша велика и уједињена држава
дала сам све што сам имала, оно што ми је најмилије
— моја три сина:
МИХАИЛА ПЕТРОНИЈЕВИЋА кои као жанд. каплар Подринског жанд. одреда
ордонанс штаба Дринског и умро 1. јануара 1914. год. у (нечитко)
МИЈАИЛА БОШКОВИЋА кои као редов 3. чете 1. бат. IV пеш. пука
умре од колере јуна 1913. г. у Велесу и
ДУШАНА БОШКОВИЋА кои као редов 3. чете II поз.
погину на Солунском фронту септембра 1916. год.
Они сви тројица дадоше своје млађане животе
за ослобођење и уједињење нашег народа
и оставише своје кости на бојном пољу
а мене оставише саму самохрану да их оплакујем док сам жива.
Овај биљег који ћу уместо моја 3 сина гледати за кратко време мог живота
подиже им од уштеђене инвалидске потпоре мајка Синђа уд. из Деретина 1921. г.

### Крајпуташ Вукоти и Радојку Рацићу из Деретина
Споменик од пешчара у облику стуба димензија 183х39х30 cm. Са обе стране урезане су стојеће фигуре војника, а на бочним, испод декоративних крстова, натписи.
Осим површинских оштећења и наслага жутог лишаја, споменик је релативно добро очуван.
Натпис гласи: 
Спомен умрлих ратника браће РАЦИЋА.
ВУКОТЕ војника 7-ме брдске батерије Дрин. артиљ. пука
храброг борца противу непријатеља Турака и Бугара
који је одликован за храброс, а умро 7. маја 1914. год.
у 28. год. свог живота, у Кривој Паланци у Македонији,
и рођеног му брата
РАДОЈКА војника 1. чете 1. батаљона 13. п. пука
који умре 5. фебр. 1915. год. у 20. години у Штипу.
— Синови бив. Саве Рацића из Деретина.
Спомен овај подиже им ожалошћена мајка Станојка
и брат од стрица Ђурђе, сестре Роса Станка и Станица.

### Крајпуташ Љубисаву Дабовићу из Кушића
Споменик од пешчара у облику стуба димензија 130х31х18 cm. На лицу уклесана је стојећа фигура војника, на десном боку пушка са бајонетом, а на наличју и левом боку натпис.
Споменик је прекривен лишајем и начет бројним површинским оштећењима.
Натпис гласи: 
Знак овај показује тело покојнога ЉУБИСАВА ДАБОВИЋА из Кушића
бившег војника 1-ве кл. баталиона Моравичко Ужичке бригаде
кои је у 21. год. живота свога за славу и слободу народа србског
храбро борећи се против Турака погинуо у борби на Калипољу 24. јунија 1876. год.
Бог да му душу прости, и син његов
НОВИЦА од 3. г. умре 12. августа 1876. год.
Биљег оваи подигнуо едином сину и унуку Никола Бабовић са снаом Анђелијом

### Крајпуташ непознатом учеснику Јаворског рата
Споменик од пешчара у облику стуба. На предњој страни приказан је војник без оружја, а на полеђини уклесан текст епитафа.
Споменик је преломљен и нема горње половине, тако да се не зна коме је био посвећен.
На преосталом делу пише: 
... баталиона Моравичко Ужичке бригаде
кои је у 24. год. живота свог
под Владом Књаза Милана Обреновића IV-ог
за славу и слободу народа србског
храбро борећи се против Турака
погинуо у битки на Калипољу 24. јунија 1876. год.
Израдио Мијаило Поповић из села Свјештице.

### Крајпуташ непознатом учеснику Јаворског рата родом од Битоља
Споменик је оборен у траву, преломљен и нема горње половине.
Преостали део текста гласи: 
... за крст часни и слободу златну
борећи се с Турцима 21. август. 1876. г. на Кушићима погинуо.
Никола је био човек кога сваки његов пријатељ и познаник
морао оплакати а родом из Кожани од Битола.
Овај споменик подиже му супруга Тодора и синовац его Никола.